# Aristarco di Tegea

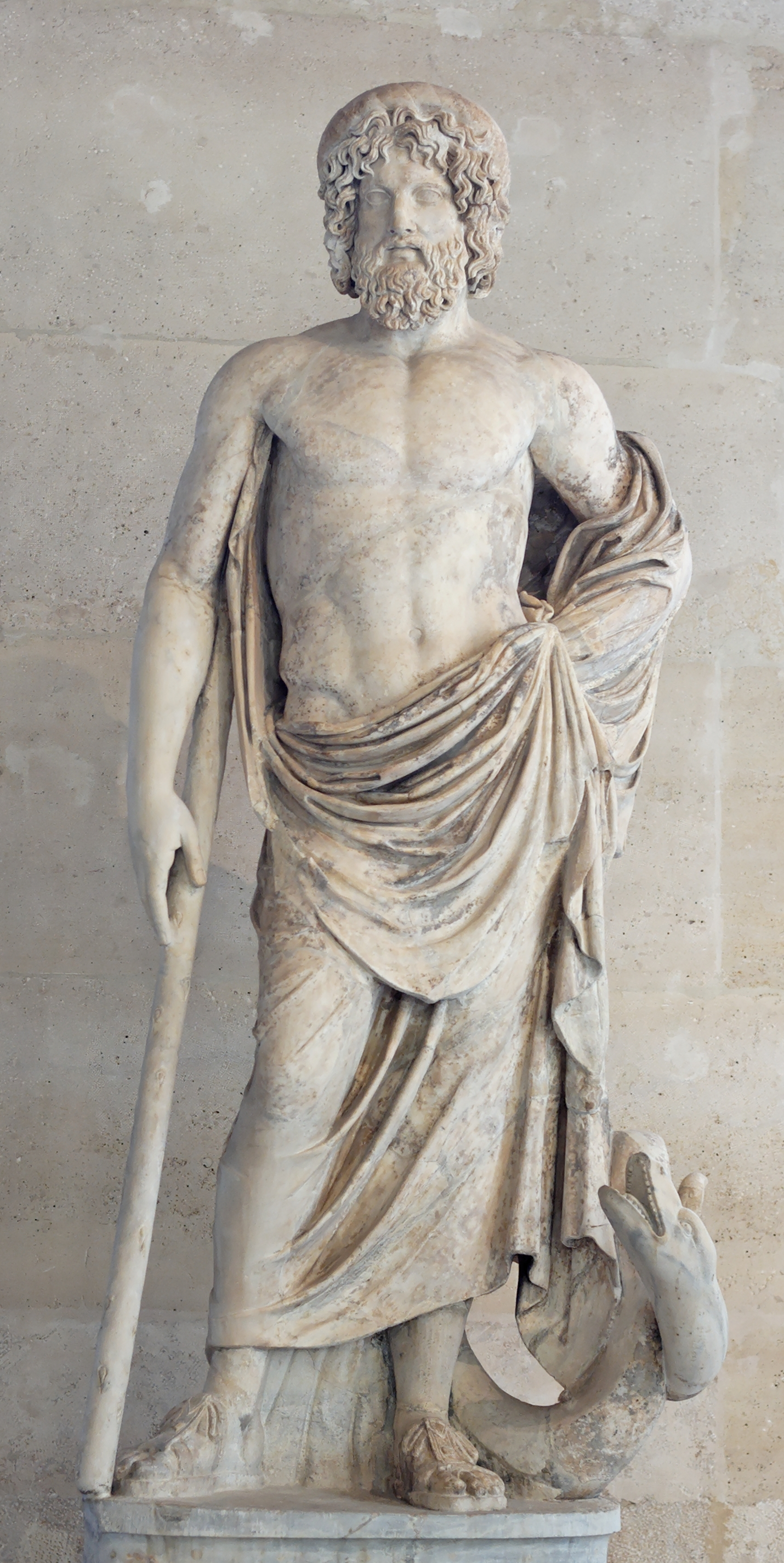
Statua in marmo di Asclepio, soggetto di un dramma di Aristarco

Aristarco di Tegea (in greco antico: Ἀρίσταρχος?, Arístarchos; Tegea, 450 a.C. circa – 350 a.C. circa) è stato un drammaturgo greco antico.

## Biografia
Fiorì intorno alla metà del V secolo a.C. Secondo la Suda Aristarco, contemporaneo di Euripide e di Sofocle:
(α  3893 - trad. A. D'Andria)
Sempre Suda riporta che fu il primo a stabilire una lunghezza standard del dramma. Inoltre, sarebbe vissuto più di 100 anni.

## Tragedie
Aristarco avrebbe composto 70 drammi, dei quali vinse con 2. Sono giunti anche tre titoli delle sue tragedieː Ἀσκληπιός (Asclepio); Ἀχιλλεύς (Achille), Τάνταλος (Tantalo). Del secondo di essi abbiamo qualche notizia in più dal fatto che fu ripreso quasi letteralmente dall'omonima tragedia di Quinto Ennio.
Gli unici versi che rimangono delle sue opere sono menzionati in Stobeo e in Ateneo. 